# آنتوان ویترال
آنتوان ویترال (انگلیسی: Antoine Viterale؛ زادهٔ ۱ ژوئیهٔ ۱۹۹۶) بازیکن فوتبال است.